# 半圆异壳介虫
半圆异壳介虫（學名：Heterocypris vandouwei）是异壳介虫属的一個物種。

## 外部連結
- 維基物種上的相關：半圆异壳介虫